# Volbeat
Volbeat es una banda danesa de hard rock fundada en Copenhague (Dinamarca) en 2001, tras la disolución de la banda de death metal Dominus. Está formada por el vocalista Michael Poulsen, el guitarrista Rob Caggiano, el bajista Kaspar Boye Larsen y el baterista Jon Larsen. Han publicado ocho álbumes de estudio, todos ellos con la discográfica holandesa Mascot Records en Estados Unidos, y con Vertigo Records en Europa. Su estilo mezcla el heavy metal con el punk, el rockabilly y el rock and roll.

## Miembros
Miembros actuales
- Michael Poulsen – voz, guitarra rítmica (2001–presente), guitarra líder (2011–2013)
- Jon Larsen – batería, percusión (2001–presente)
- Kaspar Boye Larsen - bajo, coros (2016-presente)
- Flemming C. Lund - guitarra líder (2023-presente)

Exmiembros
- Anders Kjølholm – bajo, coros (2001–2015)
- Franz Gottschalk – guitarra líder, coros (2002–2006)
- Teddy Vang – guitarra líder (2001–2002)
- Thomas Bredahl - guitarra líder, coros (2006-2011)
- Rob Caggiano - guitarra líder (2013-2023), bajo (2015-2016)

## Discografía
- The Strength / The Sound / The Songs (2005)
- Rock the Rebel / Metal the Devil (2007)
- Guitar Gangsters & Cadillac Blood (2008)
- Beyond Hell/Above Heaven (2010)
- Outlaw Gentlemen & Shady Ladies (2013)
- Seal The Deal & Let's Boogie (2016)
- Rewind·Replay·Rebound (2019)
- Servant Of The Mind (2021)
- God of Angels Trust (2025)